# Gyiba (ort i Kina, Tibet Autonomous Region, lat 27,98, long 91,80)
Gyiba (kinesiska: 吉巴, 吉巴门巴民族乡) är en ort i Kina. Den ligger i den autonoma regionen Tibet, i den sydvästra delen av landet, omkring 200 kilometer söder om regionhuvudstaden Lhasa. Antalet invånare är 241. Befolkningen består av 126 kvinnor och 115 män. Barn under 15 år utgör 24,0 %, vuxna 15-64 år 68 %, och äldre över 65 år 7,0 %.
Runt Gyiba är det mycket glesbefolkat, med 2 invånare per kvadratkilometer. Närmaste större samhälle är Xoixar, 13,1 km sydost om Gyiba. Trakten runt Gyiba består i huvudsak av gräsmarker.
Genomsnittlig årsnederbörd är 1 151 millimeter. Den regnigaste månaden är juli, med i genomsnitt 224 mm nederbörd, och den torraste är november, med 5 mm nederbörd.